# Pachyta mediofasciata
Pachyta mediofasciata är en skalbaggsart som beskrevs av Maurice Pic 1936. Pachyta mediofasciata ingår i släktet Pachyta och familjen långhorningar. Inga underarter finns listade i Catalogue of Life.